# Рекорд (телевизор)
Реко́рд — марка советских телевизоров, выпускавшихся на заводе в городе Александрове и на воронежском заводе «Электросигнал» с середины 1950-х годов. Ранее оба завода выпускали телевизоры марки КВН-49.
В постсоветское время александровский завод первым приобрёл право на использование марки «Рекорд» для своей продукции. В результате этого завод «Электросигнал» переименовал свою продукцию (телевизоры «Рекорд» стали называться «ВЭЛС» — Воронежский «Электросигнал»).

## Исторические факты
- В 1956 году модель телевизора «Рекорд» получила «Большую золотую медаль» на международной выставке в Брюсселе.
- В 1960-е годы в каждой пятой советской семье был телевизор марки «Рекорд».
- «Рекорд В-312» стал одним из самых массовых телевизоров в СССР. Выпускался с 1975 года до середины 80-х годов.
- В 1983 году начался выпуск телевизора «Рекорд ВЦ-311/Д». Это первая модель цветного телевизора с размером экрана 51 сантиметр по диагонали (до этого были только 25, 32, 40, 59, 61 и 67)
- Внедрением и производством телевизора «Рекорд» занимались: Гугин В.Ф, Косицын В., Богатырев К., Мирзоев О.
- Конструкторы: Кузнецов Н.И, Катенева Т.Г, Литвинова В.С, Хватонов С.